# Taevaskoja (przystanek kolejowy)
Taevaskoja – przystanek kolejowy w miejscowości Taevaskoja, w prowincji Põlva, w Estonii. Położony jest na linii Tartu - Koidula. 

## Historia
Przystanek został otwarty w latach 30. XX w..